# Szczyt Czerskiego

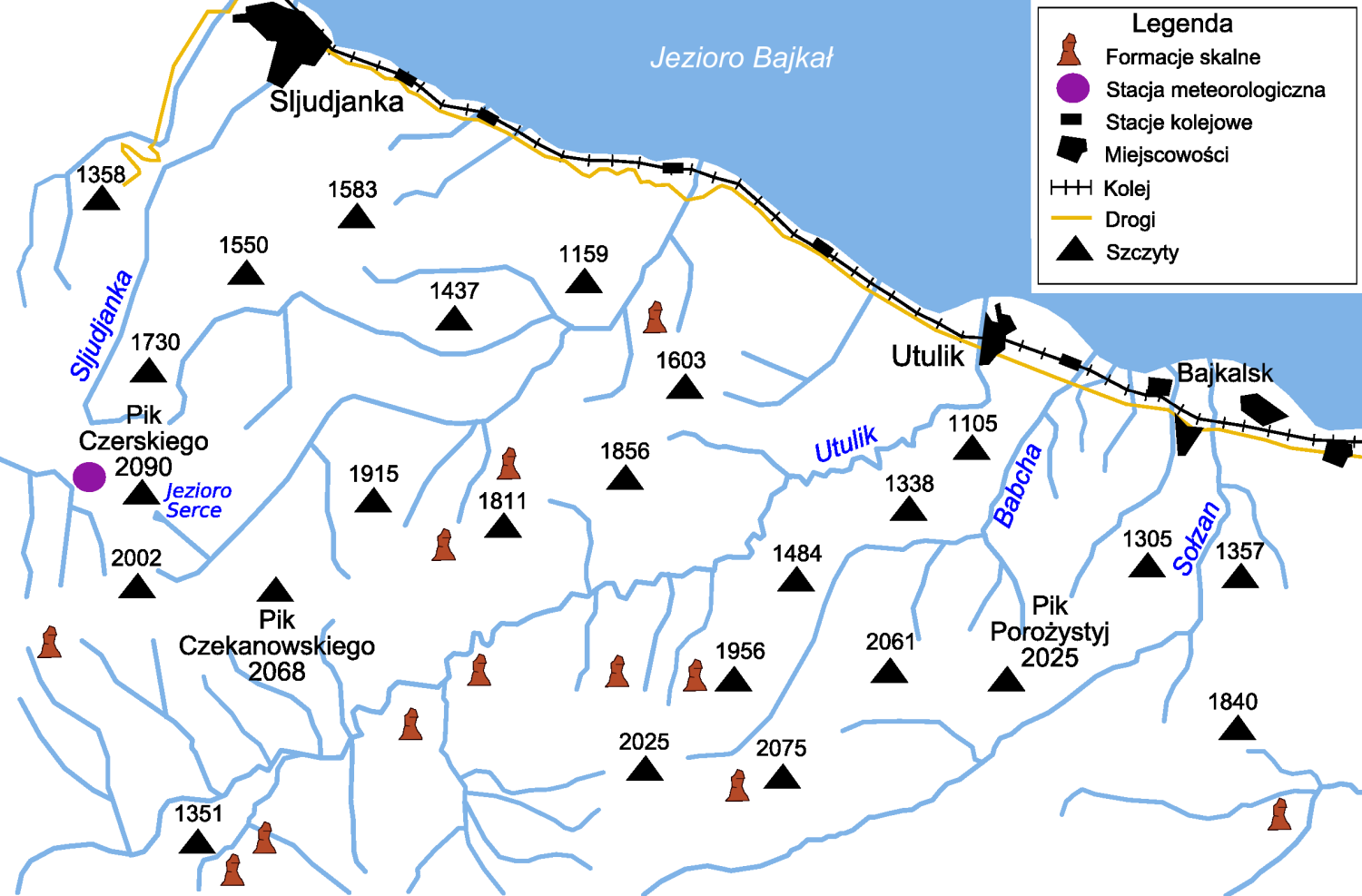
Zachodnia część pasma Chamar-Daban

Szczyt Czerskiego (ros. пик Черского, pik Czerskogo, bur. Хара-Болдог, Chara-Boldog) – jeden z wyższych szczytów gór Chamar-Daban nad Bajkałem. Wznosi się na wysokość 2090 m n.p.m.
Jest to jedna z najliczniej odwiedzanych wysokich gór rejonu bajkalskiego. O jej atrakcyjności stanowi łatwy dostęp (w zasięgu jednodniowego wyjścia pieszego ze Sludianki, w której są dworce kolejowe i autobusowe), malowniczość tak samego szczytu, panoramy z niego i słynnego jeziora o kształcie serca (Jezioro Serce) w kotle pod wierzchołkiem oraz fakt, iż spod szczytu prowadzą dogodne trasy w głąb Chamar-Dabanu. W pobliżu szczytu stacja meteorologiczna. Nazwa szczytu upamiętnia polskiego zesłańca i geologa Jana Czerskiego.